# Salarias sinuosus
Salarias sinuosus är en fiskart som beskrevs av Snyder, 1908. Salarias sinuosus ingår i släktet Salarias och familjen Blenniidae. IUCN kategoriserar arten globalt som livskraftig. Inga underarter finns listade i Catalogue of Life.